# Asociación Española de Nomenclatura, Taxonomía y Diagnóstico de Enfermería
L'Asociación Española de Nomenclatura, Taxonomía y Diagnósticos de Enfermería (AENTDE) és una associació sense ànim de lucre que es va fundar durant el I Simpòsium Internacional de Diagnòstics d'Infermeria a Barcelona el maig de 1996. Té com a objectiu promoure un llenguatge comú entre els professionals d'infermeria per millorar la salut de la població.
Entre les seves activitats destacades, va publicar «El correo AENTDE», una revista que va funcionar entre 1997 i 2013. El 2015, l'associació va donar el seu fons documental al Centre de Recursos per a l'Aprenentatge i la Investigació de la Universitat de Barcelona, CRAI Biblioteca del Campus Bellvitge de la Universitat de Barcelona, on es poden consultar monografies, publicacions i actes de simpòsiums. Les actes dels diferents simpòsiums i jornades realitzades es troben disponibles en accés obert al Dipòsit Digital de la UB.